# Alice, Sweet Alice
Alice, Sweet Alice (conocida también en inglés por los títulos de Communion o Holy Terror, y en castellano bajo los títulos de El Rostro de la Muerte, en Hispanoamérica, Alicia, dulce Alicia, Comunión, La máscara del crimen, Contacto diabólico o El rostro del terror) es una película de terror estadounidense de 1976 coescrita y dirigida por Alfred Sole, y protagonizada por Linda Miller, Paula Sheppard y Brooke Shields en su debut cinematográfico. La narrativa se centra en una adolescente con problemas que se convierte en sospechosa del brutal asesinato de su popular hermana menor en su primera comunión.
Inspirado en la película de Nicolas Roeg Don't Look Now (1973) y en varias películas de Alfred Hitchcock, la escritora y directora Sole ideó el guion con Rosemary Ritvo, una profesora de inglés que fue su vecina. En ese momento, Sole había estado trabajando como arquitecto restaurando edificios históricos en su ciudad natal de Paterson (Nueva York), y varias propiedades en las que había trabajado se usaron como lugares de rodaje. El rodaje tuvo lugar durante todo el verano de 1975 en Paterson.
La película se estrenó en el Festival Internacional de Cine de Chicago bajo su título original, Communion, en octubre de 1976, y se estrenó bajo este título en Londres en septiembre de 1977. Luego de ser adquirida por Allied Artists, fue rebautizada Alice, Sweet Alice, y lanzada en Estados Unidos el 12 de octubre de 1976. Otro reestreno se produjo en 1981 bajo el título Holy Terror, que comercializó la popularidad de Shields después de su actuación en la película de Louis Malle Pretty Baby (1978). Aunque no fue procesada por obscenidad, la película fue incautada y confiscada en el Reino Unido bajo la Sección 3 de la Ley de Publicaciones Obscenas de 1959 durante el pánico de video nasty. En los años transcurridos desde su lanzamiento, la película ha acumulado seguidores de culto y se considera un clásico del subgénero slasher en círculos críticos.

## Argumento
Este clásico slasher está ambientado en la localidad de Paterson, Nueva Jersey, a comienzos de la década de 1960. La primera escena muestra la agradable visita que le realiza una atractiva joven, Catherine Spages (Linda Miller), al Padre Tom (Rudolph Willrich) junto a sus dos hijas Karen (Brooke Shields) de nueve años y Alice (Paula Sheppard) de doce. Las niñas asisten al Colegio de Niñas de la Parroquia San Miguel y Karen se está preparando para su primera comunión por lo que, como regalo para ésta, el Padre Tom le da a su madre un crucifijo. Mientras tanto Alice, la celosa hermana de Karen, se pone una escalofriante y translúcida máscara sonriente y asusta a la señora Tredoni (Mildred Clinton), la ama de llaves del Padre Tom. Unos momentos más tarde Alice le roba la muñeca de porcelana a su hermana menor y la esconde en un edificio abandonado para, posteriormente, asustarla con la máscara y encerrarla en la habitación. Cuando Alice finalmente deja escapar a su hermana le dice que si alguien se entera de lo anterior nunca volverá a ver la muñeca de nuevo.
En el día de la Primera Comunión Karen es atacada y estrangulada por alguien que lleva consigo una máscara transparente y un impermeable amarillo en un cuarto de la iglesia ubicado detrás de los confesionarios. Su cuerpo es atraído por el brazo derecho del asesino y vertido en un compartimiento que se encontraba dentro de la misma iglesia. El asesino enciende una vela y con ella le prende fuego al cadáver, pero no sin antes arrancarle el crucifijo de su cuello. Posteriormente el humo comienza a llenar la iglesia momentos después de que Alice entrara por la puerta llevando consigo su impermeable amarillo brillante. Ella se arrodilla en el lugar que Karen debía recibir la comunión cuando, súbitamente, se escucha un grito espeluznante proferido por una monja quien, por curiosidad, entró en el cuarto y encontró el cuerpo de Karen. Los feligreses, sorprendidos e intrigados, corren hacia el sitio y Catherine reacciona de manera desgarradora e inconsolable.
Luego del funeral de Karen el exmarido de Catherine, Dominick "Dom" Spages (Niles McMaster), llega a la ciudad para ayudar a localizar al asesino. La hermana de Catherine, Annie DeLorenze (Jane Lowry), acompaña a su hermana en su dolor pero pronto se evidencia que ambas se aborrecen mutuamente. Catherine le dice a Alice que vaya al departamento de su vecino y casero, el Sr. Alphonso (Alphonso DeNoble), para entregarle el cheque del alquiler del apartamento. Después de que él la acaricia y trata de abusar de ella, Alice le mata a uno de los tantos gatos que cría su vecino y baja hasta el sótano, donde enciende una vela y se pone la máscara.
Mientras bajaba las escaleras para ir de compras, Annie es brutalmente atacada: el asesino reaparece con su máscara sonriente y la apuñala en la rodilla, el pie y el muslo. En el hospital la tía de Alice le llora desconsoladamente a su marido Jim (Gary Allen) y comenta a gritos que su sobrina fue quien trató de matarla. Catherine la defiende frente al policía argumentando que su hermana solo lo dice porque quiere desviar la atención en su propia hija Angela (Kathy Rich), quien estaba ausente en el momento del asesinato, pero al final Alice es enviada a una institución mental para una evaluación psiquiátrica.
En el hospital, junto con el Padre Tom, Dom recibe una llamada telefónica de Angela diciendo que ella tiene en su poder el crucifijo de Karen y que está escondido. Entonces ambos se ponen de acuerdo para reunirse en un edificio abandonado. Dom encuentra a la misteriosa niña y la persigue hasta el edificio abandonado donde es apuñalado en el hombro cuando intentaba subir las escaleras. Cuando logra recuperarse, Dom sube hasta un piso oscuro y es golpeado en la cabeza con un ladrillo y luego atado. El hombre despierta y se da cuenta de que el asesino no era una niña, sino que era la mismísima señora Tredoni, la sirvienta del cura. Ella le dice que apuñaló a Annie por error, pensando que era su exesposa, a quien la considera como una prostituta y tacha a la expareja de "pecadores" por el hecho de que tuvieron relaciones sexuales antes de casarse y, por ello, mató a Karen ya que creía que "los niños deben pagar por los pecados de sus padres". Finalmente, y tras la negativa de escupir el crucifijo de Karen, la Sra. Tredoni mata a Dom golpeándolo con un zapato en su boca y lanzándolo por la ventana.
Luego del terrible crimen, una patóloga (Lillian Roth) analiza el cadáver de Dom, encontrando el crucifijo. Alice es liberada y exonerada de toda acusación y, cuando Catherine y Alice se disponen a ir a la iglesia, la señora Tredoni se cuela en el edificio del apartamento y golpea insistentemente a su puerta, mientras tanto el Sr. Alphonso despierta gritando ya que Alice le había puesto una jarra con cucarachas en su vientre antes de irse. Furioso, Alphonso abre la puerta y confunde a la señora Tredoni con Alice, sacándole con fuerza la máscara por lo que, al ser descubierta, a ella no le queda otra alternativa que asesinarlo acuchillándolo dos veces en el abdomen, para después correr escaleras abajo. Sin embargo, el policía encargado en el caso, quien estaba vigilando el edificio, oye los gritos y alcanza a ver a la asesina corriendo por la puerta de atrás sin la máscara.
La Sra. Tredoni se va a la iglesia y se esconde mientras veía al Padre Tom acompañar a otro sacerdote que estaba dando la misa. Tom, quien ya enterado de todo lo sucedido, vigila minuciosamente los movimientos tanto de la criminal como de Alice y de Catherine hasta que, cuando el cura le niega la comunión a Tredoni, ella le grita airadamente que por qué sí se la dio a Catherine cuando es -en su opinión- una ramera, por lo que ahora Tredoni saca su cuchillo y apuñala violentamente al padre Tom en el cuello matándolo en el acto. La fanática termina abrazada al cadáver del cura y Cathy comienza a correr y a gritar desesperadamente yendo también hacia allá. El film termina con la policía socorriéndolos a todos, mientras vemos a Alice saliendo de la iglesia con el bolso de compras de la Sra. Tredoni y sacando del mismo el cuchillo de carnicero manchado de sangre mientras observa fríamente a la cámara.

## Elenco y personajes
- Linda Miller como Catherine Spages.
- Mildred Clinton como la Sra. Tredoni
- Paula E. Sheppard como Alice Spages.
- Niles McMaster como Dominick 'Dom' Spages.
- Jane Lowry como Annie DeLorenze.
- Rudolph Willrich como el Padre Tom.
- Michael Hardstark como el Detective Spina.
- Alphonso DeNoble como Alphonso.
- Gary Allen como Jim DeLorenze.
- Brooke Shields como Karen Spages.
- Louisa Horton como la Dra. Whitman
- Tom Signorelli como el Detective Brennan.
- Antonino Rocca como el director de la funeraria.
- Lillian Roth como la patóloga.
- Kathy Rich como Angela DeLorenze.
- Patrick Gorman como el Padre Pat.

## Análisis
Los estudiosos del cine han notado que el retrato histérico del catolicismo y las instituciones religiosas de la película están en conversación directa con los motivos de su villana, la señora Tredoni, cuyo objetivo final es «castigar» a los miembros pecaminosos de su parroquia «anticatólica». El propio guionista / director Sole se proclama a sí mismo como un «ex-católico» y apoya esta interpretación de los temas religiosos y los matices de la película. Antes de escribir y dirigir Alice, Sweet Alice, Sole había dirigido su primer largometraje, una película para adultos titulado Deep Sleep, en 1972. El lanzamiento de la película dio lugar a que se presentaran cargos de obscenidad en su contra en el estado de Nueva Jersey, así como la excomulgación formal de la Diócesis de Paterson, Nueva Jersey; este evento ha sido acreditado como influyente a la aparente tendencia antirreligiosa de Alice, Sweet Alice.
Las escenas de asesinato en la película en particular han sido descritas por estudiosos del género como John Kenneth Muir como «espantoso e impactante», y destaca por su uso de «imágenes poderosas» en correlación con los matices religiosos de la película. Muir ve la película como un precursor de películas como Seven (1995), que se centran en individuos castigados por la muerte por sus pecados y defectos de carácter. La iconografía católica se destaca en toda la película, incluidas las velas votivas, crucifijos, y rosarios, así como representaciones artísticas de la Virgen María en esculturas y pinturas.

## Producción

### Desarrollo
El director Alfred Sole comenzó a escribir la película en 1974, colaborando con la coguionista Rosemary Ritvo en el guion. Ritvo, una profesora de inglés en una universidad local, era la vecina de Sole, y los dos a menudo hablaban de películas juntos. «Ella era católica y hablaríamos sobre la iglesia católica, la religión y cosas así. Entonces empezamos a hablar de cine y teatro y descubrí que le encantaban las películas de terror», Sole recordó. Los dos comenzaron a reunirse durante los fines de semana y trabajaron juntos en el guion. En ese momento, Sole estaba trabajando como arquitecto en Nueva Jersey.
Sole declaró que se inspiró para hacer la película luego de ver la película de thriller de Nicolas Roeg (1973), Don't Look Now, basado en la novela de Daphne du Maurier. Como resultado, Alice, Sweet Alice hace varias referencias visuales a Don't Look Now, es decir, el uso del impermeable que aparece en los villanos en ambas películas. Al desarrollar el personaje de Alice, Sole y el guionista, Ritvo aspiró a crear una «niña que ha sido descuidada, y que podría ir en cualquier dirección», dividir a la audiencia con respecto a su culpabilidad o inocencia en los delitos cometidos. Sole eligió establecer la película en la era de los años sesenta en Paterson, Nueva Jersey, su pueblo de origen, y eliminó gran parte del drama y la dinámica familiar de su propia educación católico-italiana. El personaje de la señora Tredoni, la villana, se basó en una mujer que vivía en la rectoría católica de la casa de su abuela y cuidaba del clero.
Sole también fue influenciada por las obras de Alfred Hitchcock, así como la película francesa de 1955 Las diabólicas, mientras se ensamblaba composiciones en la película. Aunque muchos críticos han hecho comparaciones con las películas giallo y las películas de Dario Argento en particular, Sole Afirmó no haber visto las películas de Argento en ese momento. No obstante, la incorporación de la película al humor oscuro sutil y su retrato antipático de la religión—ambos motivos de thrillers de giallo— llevó a la reputación de la película como la película estadounidense más «gialloesca» en la historia.

### Casting
Sole, en ese momento un cineasta inexperto, no tenía un director de casting para seleccionar en la película, y en cambio se acercaría a varios actores de teatro para interpretar las partes. Brooke Shields fue la primera en unirse en la película después de una audición en la ciudad de Nueva York en 1975; el director Sole la había visto en un anuncio de Vogue, y contactó a su madre sobre la película, expresando su interés en que interpretara el papel de la joven Karen. Sole recordó que la madre de Shields «inclinada hacia atrás para ayudarme». Sole escogió a Paula Sheppard, entonces una estudiante universitaria, en la película como Alice, de 12 años, la protagonista sospechosa del asesinato de su hermana. En el momento de unirse a la película, Sheppard tenía 19 años y había sido descubierto por Sole trabajando como bailarina en las producciones teatrales de una universidad local. Linda Miller, una actriz e hija de Jackie Gleason, fue elegida en el papel de la madre de Alice y Karen, Catherine.
Del elenco de apoyo, Alphonso De Noble, un nativo de Nueva Jersey, fue elegido como el tenaz propietario después de que Sole lo había visto haciéndose pasar por un sacerdote en los cementerios locales. Sole originalmente había buscado a la actriz de teatro veterana Geraldine Page por el papel de la señora Tredoni; Page, sin embargo, no pudo interpretar al personaje debido a obligaciones en una producción de Broadway, pero recomendó a la actriz de teatro Mildred Clinton, quien interpretó el papel. Tom Signorelli, quien interpretó al Detective Brennan, un oficial que investiga los crímenes, fue un actor de teatro en Nueva York.
En los años posteriores al estreno de la película, Sole habló favorablemente de Shields y Sheppard, aunque recordó que gran parte del elenco era «actores de Nueva York que me hacían un favor». También comentó que él y Miller se enfrentaron significativamente, describiéndola como «muy difícil trabajar con...  Una verdadera pesadilla». A pesar de esto, admitió que, «Linda es una excelente actriz; todos lo son».

## Adaptación
En 2007, el director Dante Tomaselli anunció su intención de dirigir una adaptación y confirmó que había completado un guion con Michael Gingold. Tomaselli también hará el score de la película utilizando piezas originales y las composiciones musicales remasterizadas y remezcladas de la película original. En 2013, se confirmó que Kathryn Morris actuará en la película y asumirá el papel de Catherine Spages. La película se ubicará en la década de 1970 en lugar de ambientarla en los tiempos modernos o en su escenario original de la década de 1960, ya que Tomaselli quería ser «algo más reciente, sin perder en absoluto su estilo retro». En mayo de 2016, Tomaselli reveló que la película había sufrido retrasos debido a la falta de fondos, pero también declaró que había estado en contacto reciente con «sólidas perspectivas de productores y productoras europeas».